# فاجميد
الفاجميد عبارة عن ناقل من حمض نووي ريبوزي منقوص الأكسجين يستعمل في التأشيب ويحوي كلاً من خصائص البلازميد والبكتيريوفاج. تحوي هذه النواقل بالإضافة موقع بدء التضاعف مشتق من البلازميد وأخر مشتق من البكتيريوفاج.
تملك هذه الحوامل قابلية التغليف ضمن الكابسيد وتملك استعمالات واسعة في التقانات الحيوية خصوصاً تقنية Phage Display.